# Seznam slovenskih farmacevtov
Seznam slovenskih farmacevtov navaja vse doktorirano pedagoško osebje na Fakulteti za farmacijo Univerze v Ljubljani in nekaj drugih pomembnih slovenskih farmacevtk ter farmacevtov. Točkovanje znanstvenih dosežkov nekaterih od njih je predstavljeno na Seznamu strokovno odmevnih slovenskih farmacevtov. Glej tudi: Seznam slovenskih biokemikov

## A
- Zrinka Abramović
- Jurij Aguiar Zdovc
- Pegi Ahlin Grabnar (1971 -)
- Samir Amarin
- Marko Anderluh
- Boris Andrijanič
- Drago Andrijanič
- Vinko Apšner
- Barbara Artnik
- (pater Simon Ašič - zeliščar)
- Damjan Avsec

## B
- Cvetka Bačar Bole
- Leo Bahovec (1896 - 1972)
- Dea Baričevič (1960 -)
- Darja Barlič Magajna (1961 -)
- Anna Baumbach (1776 - 1876)
- Breda Bernot (1921 - 2015)
- Andrej Bohinc (lekarnar) (u. 1920)
- Pavle Bohinc (1911 - 1991)
- Saša Baumgartner (r. Mlekuž) (1969 - 2015)
- Milan Benkič
- Alojzij Benkovič (1867 - 1934)
- Aleš Berlec
- Sonja Bobič
- Marija Bogataj (1963 -)
- Andrej Bolko
- Katarina Bolko Seljak
- Jure Borišek ?
- Krištof Bozovičar
- Borut Božič (1959 -)
- Tomaž Bratkovič (1978 -)
- Vida Brecelj (1919 - 1996)
- Veronika Bregar
- Marija Brenčič
- Matej Breznik ?
- Aleša Bricelj
- Uroš Buzeti
- Jožica Bulajić (r. Geder) (1946 -)
- Ervin Burdych (1860 - 1924)
- Oton Burdych (1895 - 1957)
- Fernanda Burdych

## C
- Ivan Carnelutti (+ 1951)
- (Jan Carnelutti 1920 - 2012)
- Jožko Cesar
- F. Chatanio
- (Jože Colarič)
- Andrej Emanuel Cotman
- l. G. de Curtoni
- Martina Cvelbar (1961 -)

## Č
- Josip Čabrijan (1898 - ?) (muzeolog)
- Marija Čarman Kržan (1936 -) (farmakologinja)
- Teja Čas Slak
- Zdenko Časar (--)
- Nanča Čebron Lipovec
- Veronika Čeh (r. Jernejčič)
- Darko Černe (1962 -)
- Katarina Černe - (farmakologinja)
- Miroslav Činč (1938 - 1996)
- Andreja Čufar
- Katja Čvan Trobec
- Tilen Čuš

## D
- Rado(van) Damaška (1902 - 1989) Hrvat v Brežicah in Lj med vojnama
- Irena Debeljak
- Martina Derganc 1919 - 1993
- Lovro Dermota (1938 -)
- Dionizija Deu (r. Klanjšček) (1897 - 1977)
- Ivo Dittrich (1911 - 1999)
- Andrej Dobovišek (1952 -)
- Matej Dobravc Verbič
- Roman Dobrovoljc  (1937 -)
- Marija Dolenc (1904 - 1974)
- Jelka Dolinar
- Patricija Dolinar
- Bojan Doljak (1974 -)
- Harjet Dornik (1954 -)
- Breda Drenek Sotošek (1947 - 2024)
- Rok Dreu (1976 -)
- Iztok Drofenik
- Polonca Drofenik
- Alojzi Dšuban (1903 - 1979)
- Eva Dšuban (1911 - 2002)

## E
- (Franc Erjavec 1925 - 2004 - farmakolog)
- (Mladen Est 1924 - 2025 - farmakolog)

## F
- Ileana (Ilonka) Fabjančič (1923 - 2002)
- Tjaša Felicijan
- Darja Ferčej Temeljotov
- Ilonka Ferjan - (farmakologinja)
- Emilija Fon (1897 - 1984)
- Vesna Forštnerič Lesjak
- Darja Frankič (1961 -)
- Nina Franko
- Ernest Freyer (1729 - 1795)
- Karl Freyer (1762 - 1835)
- Henrik Freyer (1802 - 1866)
- Robert Freyer (1905 - 1976) (& Henrieta Krbavčič–Freyer 1913-1980) Plečnikova lectarija
- Rok Frlan

## G
- Maja Gamser
- Dominik Gaser
- Aleš Gašparič
- Mirjana Gašperlin (1963 -)
- Lidija Gobec
- Martina Gobec
- Stanislav Gobec (1970 -)
- Adolf Golner
- Terezija Golob (r. Bezenšek)
- Miran Golub (? - 2025)
- Maksimiljan Gorenjak
- Mirjam Gosenca Matjaž (1983 -)
- Biljana Govedarica
- Iztok Grabnar (1971 -)
- Dušan Gradišnik (1919 - 1993)
- Fedor Gradišnik (1890 - 1972)
- (Boris Gradnik - farmakolog)
- Žiga Graf (1801 - 1838)
- Branko Grahek (1918 - 1978)
- Darja Gramec Skledar
- Jožef Grbec (~1760 - 1845)
- Sabina Grm
- Andrej Grobin
- Lilijana Grosek
- Margareta Guček Zakošek?? (1970-)
- Samo Guzelj

## H
- Slavko Hočevar (1897 - 1969)
- Stanko Hočevar (1895 - 1982) & Nika Hočevar (1911 - 2007)
- Miha Homar (1976? -)
- Evgenija Homšak
- Dragutin Horgas (Kamnik, 1921 - 1984, Zagreb) (hrvaški)
- Nejc Horvat
- Martina Hrast
- Maruša Hribar (dr. farm., homeopatinja)
- Jana Hrovatin Kralj (1940 -)
- Ivan Hubad (1908 - 1993)
- Ferdinand (Ferdo) Hudina (1905 - 1975)
- Tilen Huzjak

## I
- Janez Ilaš (1980 -)
- Danica Ilc
- Ilija Ilić
- Nada Irgolič (1940 -)

## J
- Žiga Jakopin
- Marija Majda Jamšek (1903 - 1990)
- Damjan Janeš (1977 -)
- Tina Janežič (1974 -)
- Janja Jazbar
- Nuša Japelj
- Zmago Jelinčič
- Silva Jenko (r. Čeh?)
- Bernarda Jenuš Kladnik
- Matjaž Jeras (1958 -)
- Peter Jerman (1935 -)
- Niko Jesenovec (1928 - 1993)
- Zala Jevnikar
- Emilija Jezovšek (Mb)
- Nikola Jordanić (1888 - 1964)
- Maja Jošt
- Gojko Jug (1921 - 2004)

## K
- Anton Kanc (1935 - 2018)
- Maša Kandušer (biol.)
- (Evgen Kansky 1887 - 1977 - farmakolog)
- Nataša Karas Kuželički
- Dušan Karba (1915 - 2004)
- Rihard Karba (1876 - 1933)
- Janez Kerč
- Mojca Kerec Kos
- Lina Keršmanc
- Danijel Kikelj (1954 -)
- Peter Klaus
- Herman Klobučar
- Mirko Kmet (1919 - 1996)
- Mirko Kmet ml. (1945 - 2008)
- Rezka Kmet (1918 - 2010)
- Stane (Stanko) Kmet (1905 - 1968)
- Vojko Kmetec (1950 -)
- Damijan Knez
- Lea Knez
- Petra Kocbek
- Nina Kočevar Glavač
- Silvo Koder
- Ana Kodrič
- Tatjana Kogovšek Vidmar
- Anja Kolarič
- Matic Konc "Smrekovit"
- Zdravko Kopitar (1933 -)
- Klemen Korasa
- Jelka Korbar Šmid (1934 -)
- Maša Koritnik Zadravec
- (Ladko Korošec ml., 1946 - 2009 - farmakolog)
- Marilka Koršič-Čotar (1947 -)
- Janko Kos (1959 -) >
- Mitja Kos (1973 -)
- Urban Košak
- Breda Košin
- Alenka Kovačič (1979 -)
- Maja (Marija Zavodnik) Kovačič (1947 - 1997)
- Miloš Kovačič (1934 - 2016)
- Janez Kovič
- Franc Kozjek (1938 -)
- Tina Kozjek
- Jože Koželj (zeliščar)
- Beti Kralj
- Jana Kralj?
- Vera Kralj Drmota
- Alen Krajnc
- Jaka Kranjc
- Tilen Kranjc
- Igor Kraut (1902 - 1998)
- Aleš Krbavčič (1936 -)
- Samo Kreft (1972 -)
- Janez Kristan (1894 - 1975)
- Albin Kristl (1960 -)
- Julijana Kristl (1953 -)
- Lučka Križman Kastelic
- Cvetka Krk
- Janez Kromar (1914 - 2002)
- Mojca Kržan - (farmakologinja)
- Simon Kukec (farmacevt)
- Jože Kukman (1934 -)
- Ana Kukovec (por. Sokolov) (1905 - 1990)
- Matejka Kumperščak Duh

## L
- Friderika Lahovnik (1918 - 2000)
- Bohuslav Lavička (1879 - 1942)
- Zdenko Lavička (1915 - 1972)
- Marjeta Lazar
- Brigita Lenarčič (1958 -) (biokem.)
- Stanka Lenardič
- (Peter Lenče 1910 - 1999 - farmakolog)
- (Nuša Lesar)
- Marija Lešnjak
- Milena Lešnjak (1938 -)
- Milivoj Leustek
- Metoda Lipnik-Štangelj - (farmakologinja)
- Igor Locatelli (1979 -)
- Rozika Lokar (r. Staroveški) (1927 - 2008)
- Ljubica Lovišček
- (Jana Lukač Bajalo 1944 -)
- Mojca Lunder (1977 -)

## M
- Tomaž Makovec
- Ivan (Janko) Malešič (1934 -)
- Mateja Malešič
- Gašper Marc (1961 -)
- Janja Marc (1962 -)
- Matjaž Marc ?
- P. J. Marc ?
- Tijana Markovič
- Ivan Maršič (zeliščar s Škofljice - mazilo)
- Boštjan Martinc
- Uroš Maver (
- Ludvik Medvešek ml. (1902 - 1971)
- Marta Mežan Writzl (1933 - 2025)
- Ivana Mihelič Morosini
- Branko Miholič
- Franc Minařik (1887 - 1972)
- Vid Mlakar
- Aleš Mlinarič
- Irena Mlinarič Raščan (1964 -)
- Josip Močnik (1846 - 1913)
- Jasna Modrica Kobe
- Janko Mohorič (1922 - 2004)
- Peter Molek
- Vera Morelj Heneberg (1919 - 2018)
- Janez Mravljak
- Aleš Mrhar (1951 -)
- D. Mušič ?
- Ljuban Mušič (1912 - 2006)
- T. Mušič?

## N
- Urška Nabergoj Makovec
- Alenka Nemec Svete
- Karel Nič
- Danica Novak Malnar
- Doroteja Novak

## O
- Nataša Obermajer (1981 -)
- Marko Oblak (1957 -)
- Aleš Obreza (1974 -)
- Majda Odlazek
- Nika Osel
- (David Osredkar)
- Joško Osredkar (1955 -)

## P
- Fedor Pahor (? - 1982)
- Stane Pajk
- Edward Palka (Edward Pałka) (1940 - 2022)
- Marjeta Papež
- Branko Paučnik ? (1935-2014)
- Matej Pavli
- Vili Pavli (Pauli)  Viljem Pavli (1919-2008) =?
- Mojca Pavlin
- Slavko Pečar (1948 -)
- Urša Pečar Fonović
- Silva Pečar Čad
- Jure Peklar
- Andrej Perdih (1980 -)
- Martina Perharič
- Peter Peršolja
- Marjan Pestvšek (1921 - 2001)
- Lucija Peterlin Mašič
- Maja Petre
- Urban Pir
- Magda Pirih (1926 - 2003)
- Odon Planinšek (1967 -)
- Timeja Planinšek Parfant
- Ivan Plantan (1977 -)
- Tina Vida Plavec
- Milan Plešec - "Miško"
- Albin Podvršič (1905 - 1988)
- Davor Poljanšek
- Darja Potočnik Benčič (predsednica Lekarniške zbornice Slovenije 2020-)
- Lidvina Poženel
- Štefan Predin (1935 - 2003)
- Sonja Premrov
- (Lev Premru 1931 - 2005)
- Alenka Premuš Marušič
- Nevina Prevec (1905 - 2001)
- Stanislav Primožič (1954 -)
- Anton Priveršek (1910 - 1975?)
- Prochazka
- Irena Prodan Žitnik
- Marko Pukl (1956 -)
- Milan Pukšič
- Pungerčar
- Henrik Pušnik

## R
- Romana Rakovec
- Majda Rant
- Matjaž Ravnikar
- Barbara Razinger-Mihovec
- Rado Rebek (1912 - 1944)
- Nevina Rebek (por. Prevec) = Nevina Prevec
- Katarina Rede
- Tanja Rekar
- Ivan Remškar (Lekarniška zbornica)
- Marija Rep (r.  Zdolšek) (1938-)
- Marjan Ritonja
- Anton Robič
- Hugo Roblek (1871 - 1920)
- Robert Roškar
- Aleš Rotar (1960 -)
- Miroslav Rožman (1893 - 1970)
- Simona Ručigaj
- Samo Rugelj
- Uroš Rupreht (1919 - 1985)
- Elizabeta "Eli(ca)" Rustja (1937 -)

## S
- (Ivo Sajovic 1916 - 1959)
- Marjan Sedej ?
- Milan Skitek (1955 -) (farm., klin. biokemik)
- Alenka Skubic Činč (1937 - 2024)
- Petra Slanc Može
- Marta Slapar Mušič (1907 - 1973)
- Helena Sočič (1923 - 2017)
- Marija Sollner Dolenc (1962 -)
- Izidor Sosič
- Matej Sova (1979 -)
- Stanko (Stane) Srčič (1951 -)
- Lovro Stanovnik (1943 -) (farmakolog)
- Barbara Sterle Zorec
- Tone Strnad
- Alenka Supe
- Jože (Josip) Sušnik (? - 1968)

## Š
- Karel Šavnik starejši?
- Fran Šavnik  (1877 - ?)
- Karel Šavnik (1840 - 1922)
- Sebastijan Šavnik (1801 - 1885)
- Marija Ščuka (1940 -)
- Slavko (Venčeslav) Ščuka (1897 - 1991)
- Tereza Šenk
- Vera Šerbec
- Rok Šibanc
- Breda Škerjan(e)c Kosirnik
- Jelka Šmid Korbar (= Jelka Korbar Šmid)
- Anton Štalc (1940 -)
- Monika Štalc
- Metka Štefančič
- Borut Štrukelj (1961 -)
- Matej Štuhec
- Jernej Štukelj (dr. na Finskem)
- Jelka Šuštaršič

## T
- (Borut Telban - antropolog)
- Žane Temova Rakuša
- Matic Terčelj
- Andrijana Tivadar
- Tihomir Tomašić
- Evgen Tomazin
- Vladimir Tomić ?
- Janez Toni
- Janez Jakob Tosh/Toš (prv. McIntosh)
- Armando Tratenšek
- Tina Trdan Lovšin
- Ubald Trnkóczy
- Victor Trnkóczy
- Jurij Trontelj
- Zoran Trošt
- (Dušan Turk 1959 -)
- Matjaž Tuš

- Jože Tomažinčič iz Izole (čaji)
- Ubald (Josip) Trnkoczy (1856 -)

## U
- Vjekoslav Ujčić (1893 - 1973)
- Andrej Umek (1951 -)
- Dunja Urbančič
- Uroš Urleb (1957 -)
- Mateja Urlep
- Vojmir Urlep (1956 -)

## V
- Dušan Valenčič (1912 - 2001)
- Janez Varl (1919 - 1977)
- Bojana Veržun (1918 - 2020)
- Blanka Vidan Jeras
- Ivan Vidmar (dvorni lekarnar Kraljevine Jugoslavije)
- Dušan Vodeb (1916 - 2006)
- Jan Vondrášek
- Tomaž Vovk (1972 -)
- Olga Vrabič (1916 - 2001)
- Dalibor Vrančič
- Krištof Vrbec
- Franc Vrečer (1959 -)
- Mateja Vrečer (1966 -)
- Marija Vrečko

## W
- Anton Fran Wagner (1712 - 1782)
- Jožef Wagner

## Z
- Janez (Ivan) Zajc (1934 - 2002)
- Živa Zajec ?
- Velislava Zalokar (1927 - 2017)
- Zora Zalokar
- Anamarija Zega
- Zvonka Zelenič
- Marija Zelenik (r. Kump) (1905 - 1982)
- (Emerik Zelinka - zeliščar...)
- Nace Zidar
- Maša Zorman
- Janja Zupan (farmacevtka)
- Vinko Zupančič (1971 -)
- Špela Zupančič
- Alenka Zvonar Pobirk (1980 -)

## Ž
- Simon Žakelj
- Miklavž Žebre
- Marija (Majda) Žemva (1941 - 2017)
- Lovro Žiberna
- Darinka Žmavec (1898 - 1990)
- Silva Žužek (1930–2017), redovnica, misijonska farmacevtka